# Pernil de Virgínia

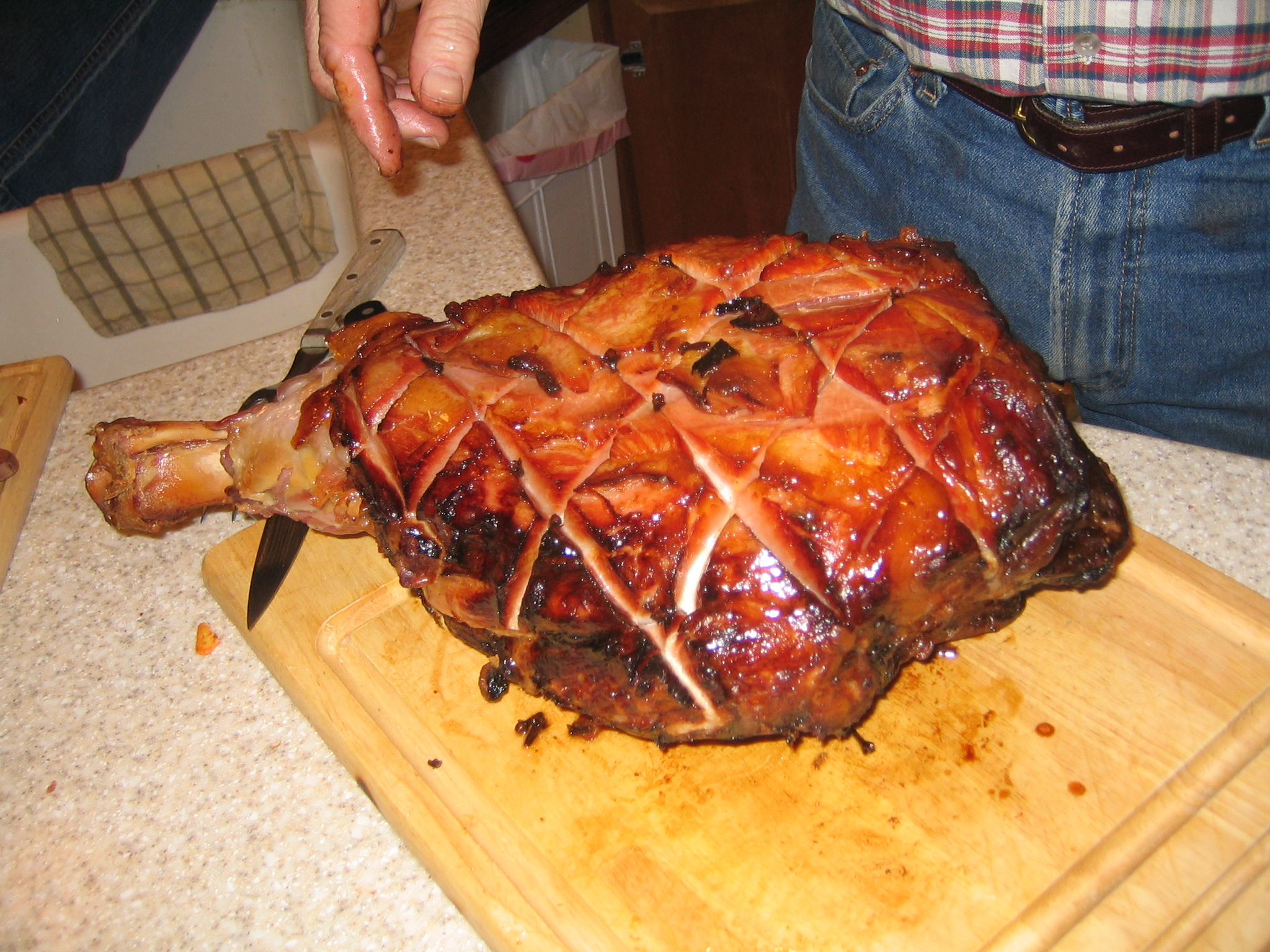
Pernil de Virgínia rostit.

El pernil de Virgínia (anglès: Country ham o pernil campestre) és una varietat de pernil curat originària dels Estats Units i relacionada amb la gastronomia del sud d'aquest país. Destaca pel seu marcat gust salat.

## Producció
Els pernils campestres es curen en salaó (i ocasionalment en nitrats) durant un període d'un a tres mesos. Pot ser fumat amb fusta noble (normalment noguera americana o roure vermell) i llavors envellir-se durant diversos mesos fins a 2 o 3 anys, segons el contingut en greixos de la carn. El procés de fumat no s'exigeix per llei per elaborar aquest pernil. Alguns tipus (com el pernil salpebrat de Carolina del Nord) no es fumen. El procés de fumat dona a la carn un color molt més vermell que el d'altres pernils. Solen vendre's en botigues sense refrigerar en peces completes amb l'os embolicades en bosses de cotó, amb marques identificatives impreses. També es ven envasat en rodanxes bé remullades bé preparades per cuinar, normalment en bosses de plàstic al buit.

## Preparació
Els pernils campestres sencers han de fregar-se i remullar-se durant diverses hores abans de consumir-se per tal de retirar-ne la sal i la floridura, atès que si això no es fes així seria massa salat per al consum. Fins i tot encara que es remulli adequadament, continua resultant bastant salat. Hi ha diversos mètodes per cuinar el pernil de Virgínia: en rodanxes i fregit, rostit sencer o cuit a foc lent durant diverses hores (amb diversos canvis d'aigua) i sencer després rostit.
Sovint se serveix en restaurants com a entrant, presentat com una rodanxa sencera, amb el tros corresponent d'os. També és comú servir una rodanxa tallada a trossos per a fer sandvitxos fets amb galetes de mantega (o similars), de vegades amb llard o red-eye gravy.
El red-eye gravy està estretament relacionat amb el pernil campestre, i s'elabora afegint aigua o cafè al suc que deixa anar a la paella el pernil, cuinant-lo durant poc temps.
El pernil campestre pot comparar-se al prosciutto, si bé aquest no es fuma i generalment és més sucós. A més a més, sol tallar-se molt més fi.
Alguns llibres de receptes de cuina xinesa produïts a Occident suggereixen que el pernil campestre pot substituir pernils xinesos tals com el pernil de Jinhua, en tenir un gust semblant.